# Canh khổ qua nhồi thịt

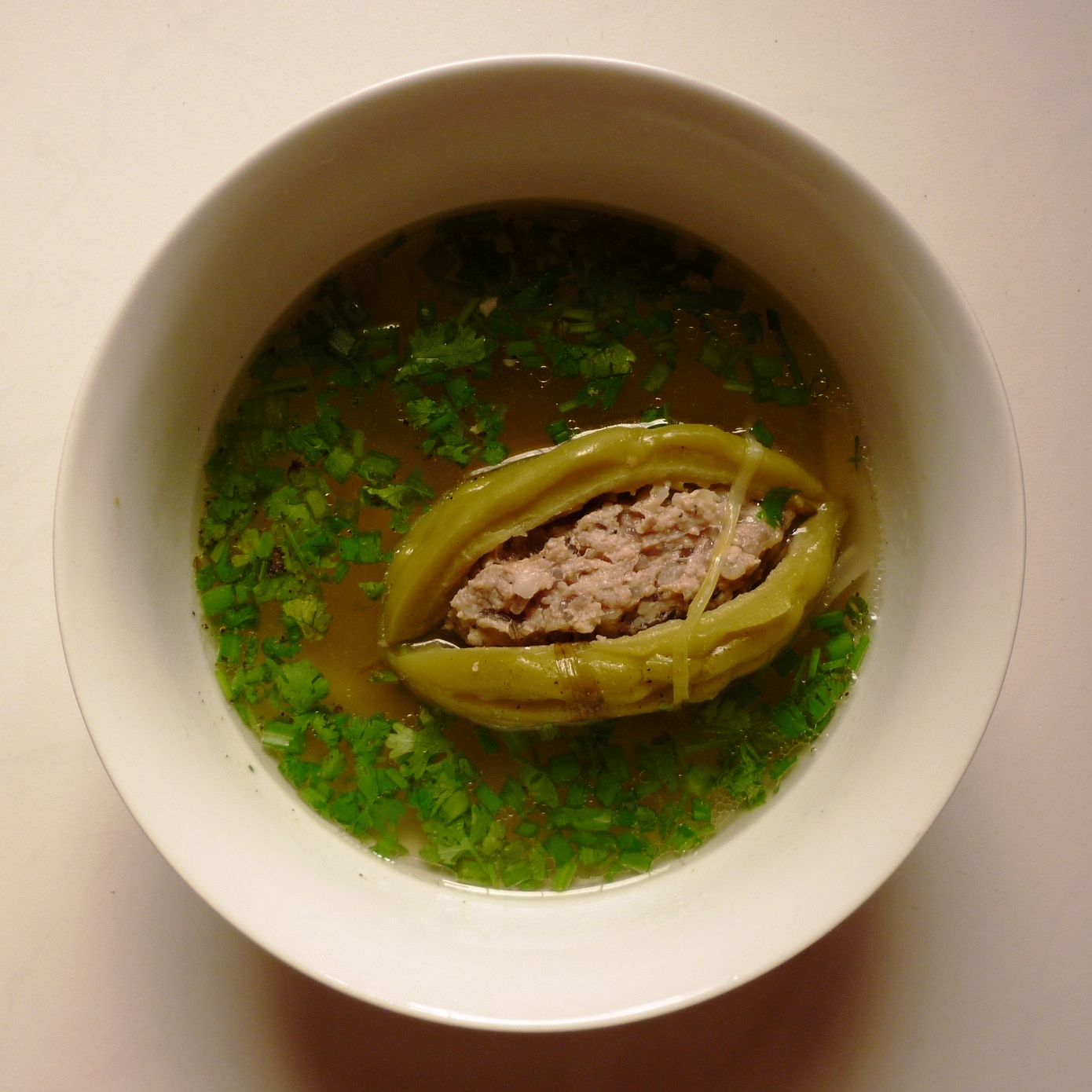
Canh khổ qua nhồi thịt.

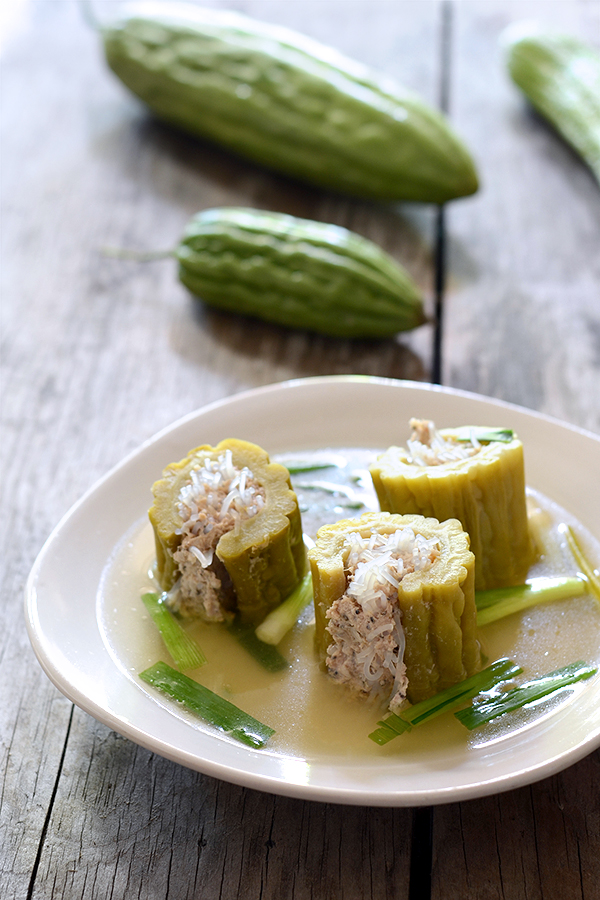
Canh khổ qua trong đĩa

Canh khổ qua nhồi thịt (hoặc canh mướp đắng nhồi thịt) là một món ăn của người dân miền Nam Việt Nam nhưng hầu như vẫn được thưởng thức rộng rãi ở cả hai miền còn lại của nước này. Đây là một món ăn không thể thiếu trong những ngày Tết của người Nam Bộ, với ý nghĩa những điều xui xẻo, khổ cực trong năm cũ sẽ qua và những điều may mắn, tốt đẹp trong năm mới sẽ đến.
Món ăn Việt Nam này cũng được ưa chuộng ở một số quốc gia châu Á khác. Tờ The New York Times cũng đã nhắc đến món ăn như một phần trong nét văn hóa trong dịp Tết Nguyên Đán của Việt Nam.

## Công dụng
Khổ qua có rất nhiều công dụng khác nhau nhờ vào lượng vitamin và khoáng chất dồi dào như: vitamin C, vitamin B1, calci, kali, phosphor, magie, lipid, protein... Trong đó, lượng vitamin C dồi dào cùng với protein sẽ giúp cho hệ miễn dịch được khỏe mạnh, từ đó nâng cao sức đề kháng cho cơ thể. Không chỉ vậy, khổ qua còn có công dụng chống lại virut, ngăn chặn sự lây lan, phát triển của chúng trong cơ thể, nhờ đó mà nó có thể tiêu diệt các tế bào gây ung thư. Khổ qua còn được dùng cho những người bị bệnh tiểu đường nhờ tác dụng làm giảm lượng glucose trong máu và ngăn chặn sự hấp thu chất đó vào tế bào. Vì khổ qua có tính hàn, không độc nên nó còn giúp làm mát gan, nhuận trường, lợi tiểu, kích thích ăn uống, hỗ trợ hệ tiêu hóa, làm đẹp da...

## Nguyên liệu
Các nguyên liệu cơ bản cho món canh:
- Khổ qua: 2 trái. Nên chọn những trái nở gai to, sần sùi nhiều sẽ ít đắng hơn.
- Thịt heo xay: 100 gram.
- Tôm khô: khoảng 20 gram.
- Lòng trắng trứng: 1 quả.
- Nấm mèo: 1.
- Hành tím, hành lá, ngò rí, nước mắm, bột nêm, tiêu, đường.
- Có thể có thêm: Bún khô hoặc miến nhồi vào hỗn hợp thịt.[11]

Phiên bản thuần chay của món canh khổ qua có thể dùng mì căn giả thịt heo để nhồi khổ qua  với miến và hành lá cho thơm.

## Ý nghĩa đối với Tết Nguyên Đán Việt Nam
Tại miền Nam, mướp đắng còn có tên gọi khác là "khổ qua", tên Hán-Việt thông dụng ở miền Nam (khổ 苦: đắng, qua 瓜: gọi chung các loại bầu, bí, mướp, dưa), nhưng cũng với ngụ ý trong dịp Tết Nguyên Đán là mong muốn mọi chuyện "khổ" sẽ trôi "qua", hy vọng một năm mới bắt đầu bằng những may mắn và hạnh phúc. Đồng thời, đây cũng là một loại quả dễ tìm, bất cứ gia đình nào cũng có thể trồng hoặc mua ăn suốt năm. Chính vì lý do đó, canh khổ qua nhồi thịt đã trở thành một món ăn không thể thiếu trong dịp Tết của người dân Nam Bộ. Tuy nhiên, cũng chẳng ai rõ từ bao giờ món ăn này đã xuất hiện trên mâm cổ ngày Tết.

## Phiên bản khác
Tại Đài Loan, thay vì nấu như canh ở Việt Nam thì họ đã thái miếng khổ qua nhồi thịt và chiên hoặc hấp nó lên.